# Saffron Coomber
Saffron Coomber, född 15 november 1994 i Greenwich, London, är en brittisk skådespelare.
Coomber har bland annat medverkat i TV-serierna Tracy Beaker kommer tillbaka och Three Little Birds där hon spelar en av huvudrollerna.

## Filmografi (i urval)
- 2010–2012 – Tracy Beaker Returns (TV-serie)
- 2023 – Three Little Birds (TV-serie)